# Umělecká skupina UMSKUP
UMSKUP je česká umělecká skupina fungující od roku 2009 zabývající se uměleckou tvorbou všeho druhu, důraz klade na divadelní tvorbu. Skupina oficiálně zahrnuje kolem desítky umělců, jejich pravý počet se však pravděpodobně pohybuje kolem několika desítek, až stovek.[zdroj?] Jejich pravá jména jsou skrývána pod pseudonymy jako např. Ondřej Matějka, Janek Lesák, Daniel Čihák, Sašenda Hruboňová nebo Jiří Hrabák. Zatajováním své pravé identity se snaží cíleně nabudit zdání amatérství.[zdroj?]

## Divadelní tvorba
Její divadelní tvorba je čistě autorská, ačkoliv ji umělci sami s oblibou označují za „totální divadelní recyklaci“. První představení vznikla ještě dlouho předtím, než se UMSKUP uskupil – například Pohádka o lásce aneb kterak se dostat tam a zase zpátky, tam a zase zpátky, tam a zase zpátky. Autorem a režisérem umskupácké produkce je Janek Lesák.

### Česká historie
Inscenace je divadelním „fast foodem“, ve kterém tři herci ve shrnují kompletní historii Čech od velkého třesku až po včerejší večerní zprávy v pouhých 60 minutách. Tři herci se tak v průběhu představení stačili vystřídat v neskutečných 142 rolích, z nichž každá je skutečně charakterově jiná.[zdroj?] Postupem času se Česká historie s přibývajícím množstvím večerních zpráv dostala z půlhodinového formátu až na hodinovou inscenaci. UMSKUP touto inscenací odstartoval svou činnost na poli českého divadla.[zdroj?]
Když s představením v srpnu 2009 Umskupáci kočovali po Čechách (zámek Kratochvíle, Nezdice, Stará Vožice aj.), jeden z protagonistů Zdeněk Glazer zde potkal svou budoucí partnerku, se kterou má nyní syna Jonatána a dceru Žofii.[zdroj?] Česká historie se proto dlouhou dobu pracně přezkušovala s neméně dobrým Ondřejem Matějkou, který ji hraje dodnes. Byla mimo jiné hrána 17. listopadu 2009 k 20. výročí sametové revoluce.[zdroj?]
Autory hry jsou Janek Lesák a Jakub Votroubek, kterého úspěch inscenace v prosinci 2009 dohnal až do kroměřížské psychiatrické léčebny.[zdroj?]

### Andulka z ringu aneb umění boxovat
Premiéra 12. června 2010. Andulka z ringu je spíše než divadlem boxerskou show. Ondřej Matějka, protagonista titulní role Andulky, spolu s Danielem Čihákem, hrajícím hned šest vedlejších rolí, předvádí nejen herecké, ale i sportovní a akrobatické výkony. Ondřej Matějka při studiu své role trénoval šest měsíců v IBF (International Boxing Federation) a kvůli tomu dnes vypadá tak, jak vypadá.[zdroj?]

### Švédované filmy aneb UMSKUP universal pictures
Třetí UMSKUPácká hra nemá pevný scénář. Diváci si na začátku představení vyberou známé dílo světové kinematografie, herci mají deset minut na přípravu a poté 45 minut na to, aby před obecenstvem natočili vybranému filmu švédovaný remake (bezrozpočtovou verzi na jedinou ruční kameru, každý záběr má jen jeden pokus, film není nijak zpětně upravován. Ve chvíli dotočení posledního záběru je film hotov.)[zdroj?]
Švédovaný film, který takto před diváky vznikne, je poté umístěn na internetovou adresu www.umskup.cz, kde se na něj diváci mohou podívat v celku. UMSKUP už tímto způsobem našvédoval například Forresta Gumpa, Tenkrát na západě, Hříšný tanec, Titanic, Terminátora, Spalovače mrtvol, Pulp Fiction, celou trilogii Pána prstenů, všech sedm dílů Harryho Pottera, český oscarový film Kolja, či legendárního Hamleta.[zdroj?]
Představitel autistických hrdinů Daniel Čihák díky švédovaným filmům podepsal smlouvu s Jurajem Herzem na titulní roli ve filmu Spalovač mrtvol II., jehož natáčení se plánuje na rok 2013.[zdroj?]

## Výtvarné umění
UMSKUP v červnu 2009 na náměstí krále Jiřího z Poděbrad v Chebu tři dny po sobě v rámci festivalu Chebské dvorky přímo před zraky diváků maloval obrazy, které se poté vydražily.[zdroj?] Výtěžek z dražby si UMSKUP ponechal.[zdroj?]

## Poezie
Každý rok v datu kolem svatého Valentýna pořádá UMSKUP tradiční tzv. Večery pornopoezie. Jedná se o soutěžní večery, v nichž každý autor představí tři autorské pornobásně. Vítěz získává putovní skulpturu Prasete roku vytvořenou BcA. Jiřím Hrabákem. 3. ročník Večera pornopoesie byl vysílán on-line na www.umskup.cz Rádiem UMSKUP. UMSKUP plánuje vydání souborné pornopoetické sbírky v edici Miluit s názvem Výstřiky do tmy.[zdroj?]

## Sociální projekty
UMSKUP v roce 2011 započal svou tvorbu i na poli sociálně-uměleckých projektů. První z nich byl Boj proti chebnu, při níž zaktivizoval několik stovek obyvatel města Chebu, aby si vybili svou agresi vůči jejich depresivnímu městu při hromadné polštářové bitvě na náměstí krále Jiřího v Chebu. Akce se zúčastnili také zastupitelé města či faráři západočeských farností.[zdroj?]

## Cirkus
Od 9. do 11. června provozovali v Chebu svůj Cirkus UMSKUP. V panoptiku tohoto cirkusu přivezli do Chebu a ve svém programu drezurovali Jiřinu Bohdalovou, Petra Novotného, Miroslava Donutila, Agátu Hanychovou, Michala Davida a hvězdu českých seriálů Petra Konáše.[zdroj?]

## Vzdělávací činnost
Člen UMSKUPu BcA. Jiří Hrabák vytvořil sérii několika tutoriálů Jak dělat umění a to: Technologické umění, Aktivistické umění, a umělecká tvorba v oblasti Tělo a identita. V nich mladým a začínajícím umělcům radí jak na to, chtějí-li se rychle stát úspěšnými umělci. UMSKUP dále pokračuje v jeho práci tutoriály jako například Jak dělat alternativní divadlo.[zdroj?]